# Notoedres cati
Notoedres cati (Syn.: Sarcoptes cati, Sarcoptes scabiei var. cati, Sarcoptes caniculi) ist ein Vertreter der Milben, der als Parasit die Haut des Kopfes von Katzen besiedelt und die sogenannte Kopfräude auslöst. Gelegentlich können die Erreger auch auf den Menschen übergehen (Pseudokrätze), Kaninchen befallen oder eine Ohrräude bei Igeln verursachen.

## Morphologie
N. cati ist ein der Krätzemilbe (Sarcoptes scabiei) ähnlicher Parasit. Er hat einen schildkrötenartigen Körper und ist mit 180 µm Länge und 145 µm Breite (Männchen) bzw. 300 × 250 µm (Weibchen) nur wenig kleiner als die Krätzemilbe, aber viel kleiner als sein Verwandter N. muris, der zudem bei Katzen nicht vorkommt. Die Analöffnung liegt dorsal. Das dritte und vierte Beinpaar ragen nicht über den Körper hinaus. Der Bau und die Anordnung der Haftstiele (Prätarsen) gleichen denen bei Sarcoptes.

## Lebensweise
N. cati ist ein vor allem bei Katzen am Kopf auftretender Parasit, der weltweit vorkommt. Er befällt vor allem geschwächte Katzen, so dass die Kopfräude der Katze als Faktorenkrankheit angesehen werden kann. Seltene Nebenwirte sind andere Säugetiere wie Mensch und Igel.
Der Entwicklungszyklus vom Ei über die sechsbeinige Larve und die achtbeinige Proto- und Tritonymphe zur Imago dauert 21 Tage. Nach der Kopulation legen die Weibchen ihre Eier in Bohrgänge in der Haut ab. Diese Bohrgänge reichen bis in die Körnerzellschicht (Stratum granulosum) der Haut. Die schlüpfenden Larven und die sich daraus entwickelnden Nymphen verlassen zeitweise diese Bohrgänge. Sie ernähren sich wie die Adulten von Lymphe und Gewebsflüssigkeit. Durch die Mundwerkzeuge und den Speichel der Parasiten kommt es zu Hautveränderungen.
Außerhalb des Wirtes sind die Milben nur wenige Tage überlebensfähig, bei niedrigen Temperaturen maximal drei Tage.